# Alchemilla smaragdina
Alchemilla smaragdina är en rosväxtart som beskrevs av A. Plocek. Alchemilla smaragdina ingår i släktet daggkåpor, och familjen rosväxter.

## Underarter
Arten delas in i följande underarter:
- A. s. caulescens
- A. s. platyphylla
- A. s. tenuata